# Geoffrey Chew
Geoffrey F. Chew (Washington, D.C., 5 de junho de 1924) foi um físico teórico estadunidense.
É conhecido por sua teoria bootstrap das interações fortes. è professor de física da Universidade da Califórnia em Berkeley desde 1957, onde é professor emérito desde 1991. Chew obteve um PhD em física teórica de partículas (1944–1946) na Universidade de Chicago. De 1950 a 1956 foi membro do departamento de física da Universidade de Illinois em Urbana-Champaign. Foi membro da Academia Nacional de Ciências dos Estados Unidos e da Academia de Artes e Ciências dos Estados Unidos.

## Prêmios
Chew recebeu o Prêmio Hughes da American Physical Society por sua teoria bootstrap das interações fortes em 1962. Também recebeu o Prêmio Ernest Orlando Lawrence em 1969 e o Prêmio Majorana em 2008.